# Bunkerhotels in Stuttgart
Die Bunkerhotels in Stuttgart resultierten – wie in vielen Städten des kriegsversehrten Deutschlands ab 1945 – aus der pragmatischen Überlegung, Kriegsbunker in Herbergen umzufunktionieren und damit die zerstörten Hotels, Pensionen und Gästehäuser der Stadt zu ersetzen. Von ehemals zwanzig großen Hotels in Stuttgart hatten lediglich drei den Weltkrieg überhaupt überstanden, nämlich die Hotels Ketterer, Graf Zeppelin und im Hauptbahnhof das Reichsbahnhotel. Während vor dem Krieg in Stuttgart noch 3600 Betten für den Fremdenverkehr zur Verfügung standen, waren es in den vorgenannten Hotels nach dem Krieg nur noch 300. Hieraus entwickelte sich eine politische Kollisionslage. Einerseits galt es aus kommunaler Sicht, notwendige Gästebetten und Notunterkünfte in der Stadt bereitzustellen, andererseits dem Entfestigungsbeschluss der Alliierten nachzukommen, wonach sämtliche Bunker rückstandslos zu beseitigen waren. Letztlich obsiegte der Pragmatismus zugunsten des Erhalts und der Umwidmung der Bunker und es entstand reger Hotelbetrieb.
Das überregional bekannte und gleichzeitig größte Bunkerhotel, das Hotel am Marktplatz (zunächst hieß es Bunker unter dem Marktplatz), gab seinen Betrieb zum 31. Oktober 1985 auf. Es war damit das letzte der Bunkerhotels, die nach einer vierzigjährigen Geschichte aus dem Verkehr gingen. Eine angedachte Modernisierung zur Fortnutzung scheiterte am Ausbleiben der ursprünglich zugesprochenen Bundesmittel im Jahr 1990; die gesamtpolitische Situation der Deutschen Wiedervereinigung forderte dem Bundeshaushalt andere Prioritäten ab.

## Überblick zu den Bunkerhotels
1949 beschrieb der Baedeker-Stadtführer die Situation folgendermaßen: „Die meisten der früheren Stuttgarter Hotels sind zerstört. Zimmernachweis gibt der Verkehrsverein […]. Die nachstehend angegebenen Bettenzahlen sind infolge des fortschreitenden Ausbaus der Hotels schwankend; die genannten Preise sind unverbindlich und beziehen sich auf eine Übernachtung ohne Frühstück, Bedienung und Heizungszuschlag.“
Genannt wurden sechs Bunkereinrichtungen:
- Bunker unter dem Marktplatz (100 Betten/Stand: 1953)
- Bunkerhotel am Wilhelmsplatz (40 Betten)
- Hotel im Leonhardsbunker/Leonhardsplatz (30 Betten)
- Untergrundhotel am Diakonissenplatz (40 Betten)
- Turmhotel Conen (benannt nach dem Fußballer Edmund Conen) im Rosensteinbunker an der Rosensteinbrücke (Badstraße 51 in Bad Cannstatt) (41 Betten)
- Hospiz im Caritas-Bunker am Marienplatz (180 Betten zuzüglich Lagern)

Im Jahr 1949 stellten diese Hotels 431 Betten.

## Bunkerhotels im Einzelnen

### Bunker unter dem Marktplatz (Hotel am Marktplatz)

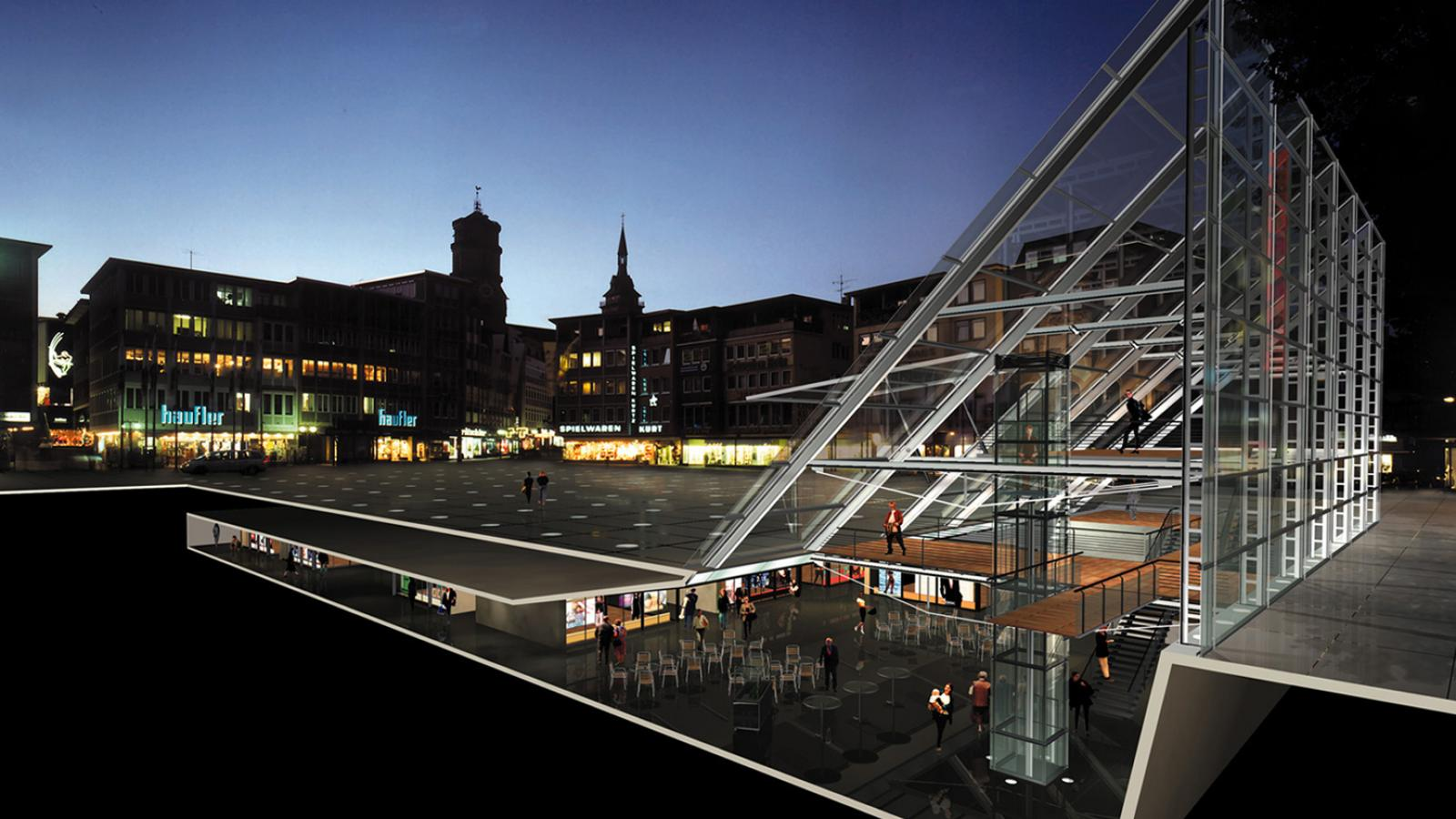
Weltkriegs-Bunker unter dem Marktplatz Stuttgart; Idee für eine Neugestaltung, Siegerentwurf von Neugebauer + Roesch Architekten

Das Bunkerhotel unter dem Marktplatz existierte von 1945 bis 1985 unter dem Stuttgarter Marktplatz. Aufgrund vieler Fotoaufnahmen und seines hohen Bekanntheitsgrades ist dessen Geschichte gut dokumentiert. Die Einrichtung verfügte über die übliche Ausstattung. Anfänglich bot es Feldbetten, die sukzessive ausgetauscht wurden. Statt Fenstern wies das Hotel naturgemäß Lüftungsschächte auf. Die Bunkeranlage ist bis heute erhalten, allerdings im Verfall begriffen. Im Rahmen der jährlich wiederkehrenden Veranstaltung Lange Nacht der Museen kann der Bunker einmal im Jahr besichtigt werden, was regen Zuspruch erhält.
Der Bunker wurde im Juni 1941 für 1010 Personen fertiggestellt und bot während der Luftangriffe tatsächlich bis zu 3000 Menschen Zuflucht. Die Bausubstanz des Bunkers nahm durch die Bombardements keinen Schaden und diente gegen Kriegsende als Notunterkunft für Ausgebombte. Ab Sommer 1945 mietete eine Hoteliersfamilie die Anlage zum Zwecke der Fortnutzung als Hotel. 80 Einzel- und 10 Doppelzimmer wurden eingerichtet. Eine Übernachtung kostete 1949 pro Kopf zwischen 5 und 6 DM. Neben den Schlafgelegenheiten gab es ein Restaurant und einen Konferenzraum, die mit Kapazitäten von über 180 Sitzplätze ausgestattet waren. Ab 1949 machte der Rotary-Club das Hotel zum Treffpunkt für Zusammenkünfte. Namhafte Persönlichkeiten aus Politik, Wirtschaft und Sport gingen ein und aus. 1950 wurde der Bunker unter dem Marktplatz umbenannt in Hotel am Marktplatz. Der Besuch von Personen des öffentlichen Lebens führte zu überregionaler Bedeutung der Hotelanlage und schnell war vom „führenden Bunkerhotel Deutschlands“ die Rede (so die von 1945 bis 1955 in der amerikanischen Besatzungszone in Deutschland herausgegebene Neue Zeitung).
Geparkt wurde auf dem Marktplatz. Bis 1998 noch stand das verglaste Zugangshäuschen über dem Treppenabgang zum Hotel.
1995 initiierte der Auktionator Franz Eppli einen Architektenwettbewerb. Das Motto „Neuer Bunkerzugang“ verfolgte das Ziel, den Bunker einer breiten Öffentlichkeit zugänglich zu machen und den Marktplatz neu zu gestalten. Der Siegerentwurf des Architekturbüros Neugebauer + Roesch – ein multifunktionales Glasprisma als Eingangspavillon zu unterirdischen Läden – wurde letztlich nicht realisiert, wird aber wieder diskutiert. Die Kommune erwog zeitgleich die Einrichtung eines „Hauses des Buches“ und ein parteipolitischer Vorstoß wollte die Etablierung der Einrichtung als Museum.
Derweil nutzen Weihnachtsmarktbeschicker heute einen Teil des Bunkers zur außersaisonalen Unterbringung und Lagerung ihrer Stände. Da das Bauwerk stark mit Schimmel und Pilzen (Aspergillus versicolor) befallen ist, wird vor einem längeren Aufenthalt ohne Schutzmaßnahmen gewarnt.

### Bunkerhotel am Wilhelmsplatz
Der Wilhelmsplatz war lange und bis 1811 Hinrichtungsstätte. Hieran erinnert bis heute bezeichnenderweise die an ihm vorbeiführende Hauptstätter Straße.
Das Bunkerhotel am Wilhelmsplatz entstand im Jahr 1941 über eine offene Baugrube. 1,80 Meter dicke Eisenbeton-Wände wurden für den Kriegsbunker erstellt und die Anlage als eingeschossiges Bauwerk mit zwei Zugängen eingerichtet. 450 Personen sollten Schutz vor Bombenangriffen finden. Das Hotel startete mit 40 Betten und speckte bis 1953 auf 31 Betten ab. Für fünf Mark konnte eine Person dort die Nacht verbringen. Eine Zentralheizung sowie Garagen und Parkplätze waren vorhanden, jedoch gab es nicht durchgehend fließendes Wasser. Das Bunkerhotel, in das bis 1955 investiert worden sein soll, wurde nach Aufgabe des Hotelbetriebs bis 1967 als Betreuungsstätte von Wohnsitz- und Obdachlosen der Caritas betrieben. Während des Kalten Krieges wurde der Bunker modernisiert (beispielsweise Einbau eines Sandfilters) und in die Zivilschutzbindung aufgenommen. Damit waren anderweitige Nutzungen für lange Zeit ausgeschlossen. Erst nach der Entwidmung gab es wieder Ansätze das Bauwerk anderen Nutzungsmöglichkeiten zuzuführen, so fungierte es als Töpferwerkstatt eines Sozialprojekts. Zurzeit gibt es lediglich temporäre Besichtigungsmöglichkeiten im Rahmen der Langen Nacht der Museen.

### Hotel im Leonhardsbunker

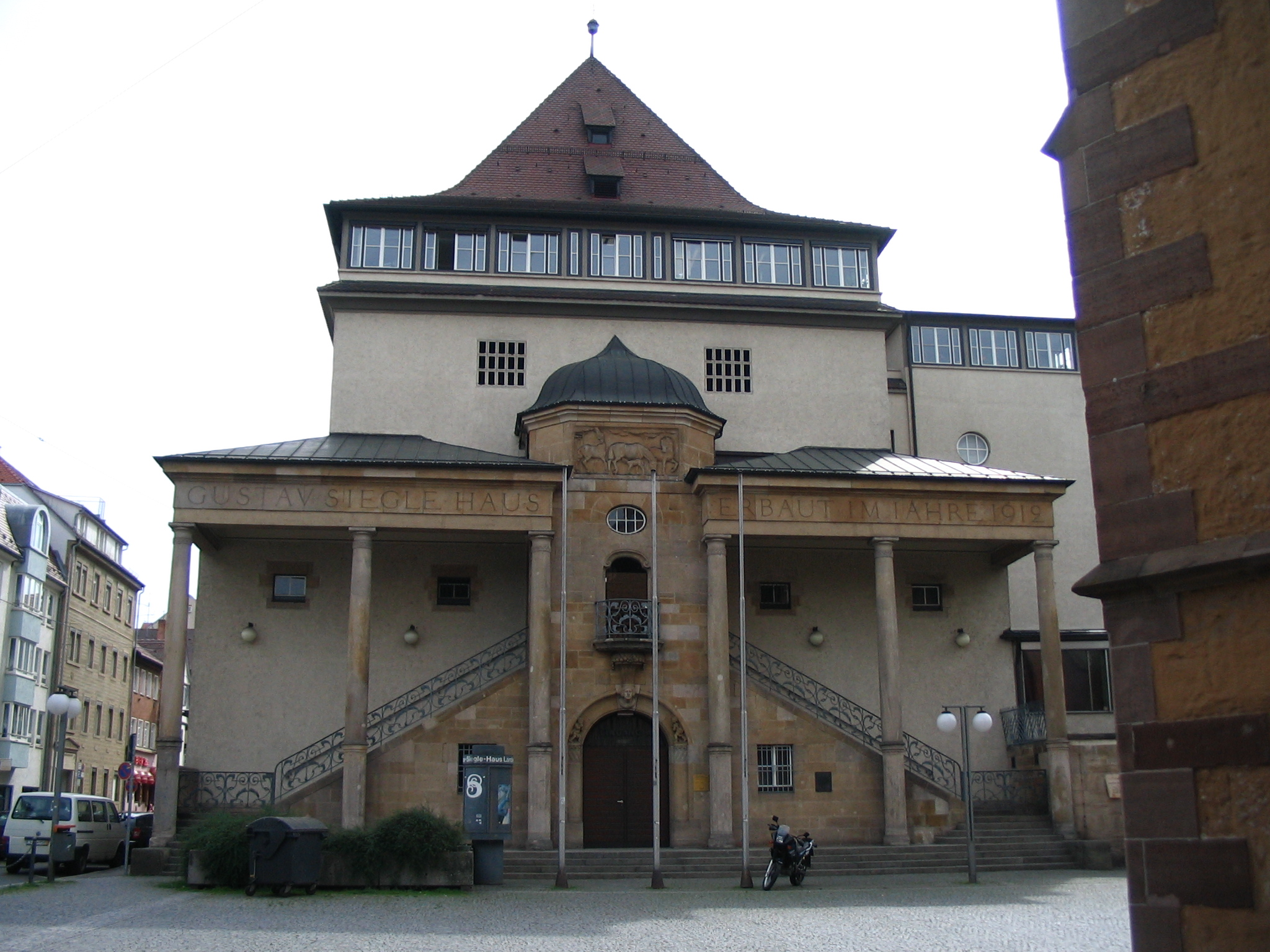
Treppenabgang zum Bunker unter dem Leonhardsplatz vor dem Gustav-Siegle-Haus. Bepflanzte Betontröge decken den Zugang zum Tiefbunker ab.

Der Leonhardsplatz wurde im Zuge einer Stadterweiterung im 15. Jahrhundert als Friedhof angelegt (heutige Lage zwischen Gustav-Siegle-Haus und Leonhardskirche).
Im Rahmen des Führer-Sofortprogramms erhielt das Gelände Ende März 1941 einen Tiefbunker, der erst vier Monate zuvor Ende 1940 in Angriff genommen worden war. Die Reste des mittelalterlichen Friedhofes wurden bei diesen Arbeiten beseitigt. Der Bunker hatte Platz für 600 Personen, der insbesondere von Familien in Anspruch genommen wurde. Über den Bunker und dessen Geschichte ist wenig bekannt. Der Betrieb des Hotels jedenfalls wurde Ende 1946 aufgenommen. 1949 waren 30 Betten vorhanden. Bereits in den 1950er Jahren gab es keinerlei Registrationen mehr in den Unterkunftsverzeichnissen. Bekannt war allerdings, dass in den 1960er Jahren Damen der Demimonde in den Räumlichkeiten anzutreffen waren, was vermutlich auf die Umgebung des Leonhardsplatzes als Rotlichtviertel zurückzuführen ist.
Heute geben nur noch die beiden Treppenzugänge öffentliches Zeugnis vom Bunker. Gleichwohl vermietet die Stadt ihn noch heute als Proberaum an Musikbands.

### Untergrundhotel am Diakonissenplatz
Dieser unter dem Grundstück des Diakonissenkrankenhauses gelegene Tiefbunker ist U-förmig konzipiert, in drei Trakte geteilt und kein reines Zivilschutzbauwerk. Die Trakte dienten als ärztliches Rettungszentrum und Hilfslazarett und daneben dem zivilen Schutz der umliegenden Bevölkerung. Später wurde die Anlage zum Lagezentrum des Sicherheits- und Hilfsdienstes, der zuständig war für die Koordinierung von Hilfsmaßnahmen nach Bombenangriffen. Das Bunkerhotel wies 40 Betten auf und bestand bis 1952. Danach diente es kurzfristig als Flüchtlingslager und ab 1953 als Männerwohnheim der Heilsarmee.

### Turmhotel, Badstraße Bad Cannstatt
Das Turmhotel Conen (heute bekannt als Rosensteinbunker) lag als einziges außerhalb der Innenstadt von Stuttgart und nicht unter der Erde, sondern in einem Hochbunker. Er steht an einem bedeutenden Verkehrsknotenpunkt am Neckarufer schräg gegenüber dem Wilhelma-Theater und wird intensiv als Werbeplattform und idealer Standort für zahlreiche Funk- und Sendeanlagen genutzt. Tageslicht fiel auch hier nicht in die Räumlichkeiten. Die günstige Lage zum Cannstatter Bahnhof, welcher über die gesamte Kriegszeit betrieben werden konnte und die von der US Army fertiggestellte Rosenstein-Behelfsbrücke verliehen dem Turmhotel nicht unerhebliche Attraktivität. In den ersten Nachkriegsjahren als Wohnheim der Arbeiterwohlfahrt genutzt, eröffnete 1949 der Hotelbetrieb mit zunächst 41 Betten, die ab 1953 auf 45 aufgestockt wurden. Zentralheizung, Aufzug, Parkplätze und fließendes Wasser gehörten hier zum Standard. Ein Café-Restaurant wurde vom seinerzeit namengebenden Fußballnationalspieler Edmund Conen betrieben. 1955 im Unterkunftsverzeichnis nicht mehr aufgeführt, waren noch in den 1970er Jahren die hölzernen Einbauten für die Rezeption im Eingangsbereich erhalten.

### Hospiz der Caritas unter dem Marienplatz
Der 1876 als Bindeglied zwischen dem städtischen Stuttgart und dem dörflichen Heslach angelegte Marienplatz erhielt unter den Nationalsozialisten den Namen „Platz der SA“. 
Über den Bunker, der unter dem Platz sowie unter der 1936 auf diesem eröffneten Talstation der Zahnradbahn nach Degerloch errichtet wurde, gibt es nur wenige Informationen. Er befindet sich mit 1700 Schutzplätzen noch heute in Zivilschutzbindung und weist traditionsgemäß niedrigen Standard auf. In den Nächten des 25./26. Juli 1944 wurde der Bunker, der in verschiedenen Betonlagen („Berliner Betonbauweise“) gegossen war, bei einem Bomberangriff voll getroffen, sodass die Decke durchschlagen wurde und die Bombe zwischen zwei Zellen explodierte. 15 Tote und etliche Verletzte gab es zu beklagen. Nach dem Krieg betrieb die Caritas ein Hospiz (im Sinne einer Herberge) mit 180 Betten und Lagern im Bunker, um elementare Bedürfnisse der notleidenden Bevölkerung abzudecken. Die Nutzungsdauer ist unbekannt. Die Anlage dient bis heute als Proberaum für Musiker. Eine Gitterkonstruktion des neugestalteten Bunkerzugangs setzt einen Akzent am Rande des 2003 neugestalteten Marienplatzes.